# Turning Torso
Turning Torso é um arranha-céus localizado na cidade de Malmö, no sul da Suécia, no lado sueco do estreito de Öresund. Foi desenhado pelo famoso arquiteto Santiago Calatrava com base em uma de suas esculturas, feita em mármore, chamada "Twisting Torso".
Com efeito, o edifício faz um giro, uma torção de 90 graus, desde a planta térrea até à cobertura. Uma obra de arte e de elevada complexidade nos cálculos estruturais e na execução, ainda mais considerando que essa é uma região de ventos inclementes e temperaturas que chegam a –20 ºC.
A torre tem uma altura de 190 m e 54 andares. Após sua conclusão ganhou o título de "edifício mais alto da Escandinávia", sendo o segundo maior edifício residencial da Europa, atrás apenas do Triumph-Palace em Moscou com 264 m de altura.
A estrutura do prédio apresenta nove grandes cubos em angulação progressiva, sendo que do solo até o 13.º andar são garagens e plantas comerciais, depois até o 52.º andar são residenciais, e nos dois últimos andares, salões de conferências. O prédio é ambientalmente correto, pois se faz o reuso da água, separa o lixo e utiliza energias renováveis com as mini-usinas de vento e sol.
A região portuária na qual ergueu-se o Turning Torso sofreu intensa valorização em virtude deste empreendimento e também pela construção da Ponte Öresund que liga as cidades de Copenhague e Malmö. Esta ponte é mais uma das maravilhas da engenharia e se caracteriza por três trechos bem definidos: 1) um túnel submerso, quando se parte de Copenhague; 2) uma ponte estaiada elevada sobre o mar, que termina em Malmö; 3) e entre o túnel a ponte, um trecho de terra firme em uma ilha artificial formada por rochas transportadas por barcaças, areias dragadas do fundo do mar e entulhos descartados durante a construção. Assim, com seus quase 16 km, representa a maior ponte rodoferroviária do mundo, edificada ao custo de 5,7 bilhões de dólares, pago meio a meio pelos dois países beneficiados.

## Imagens

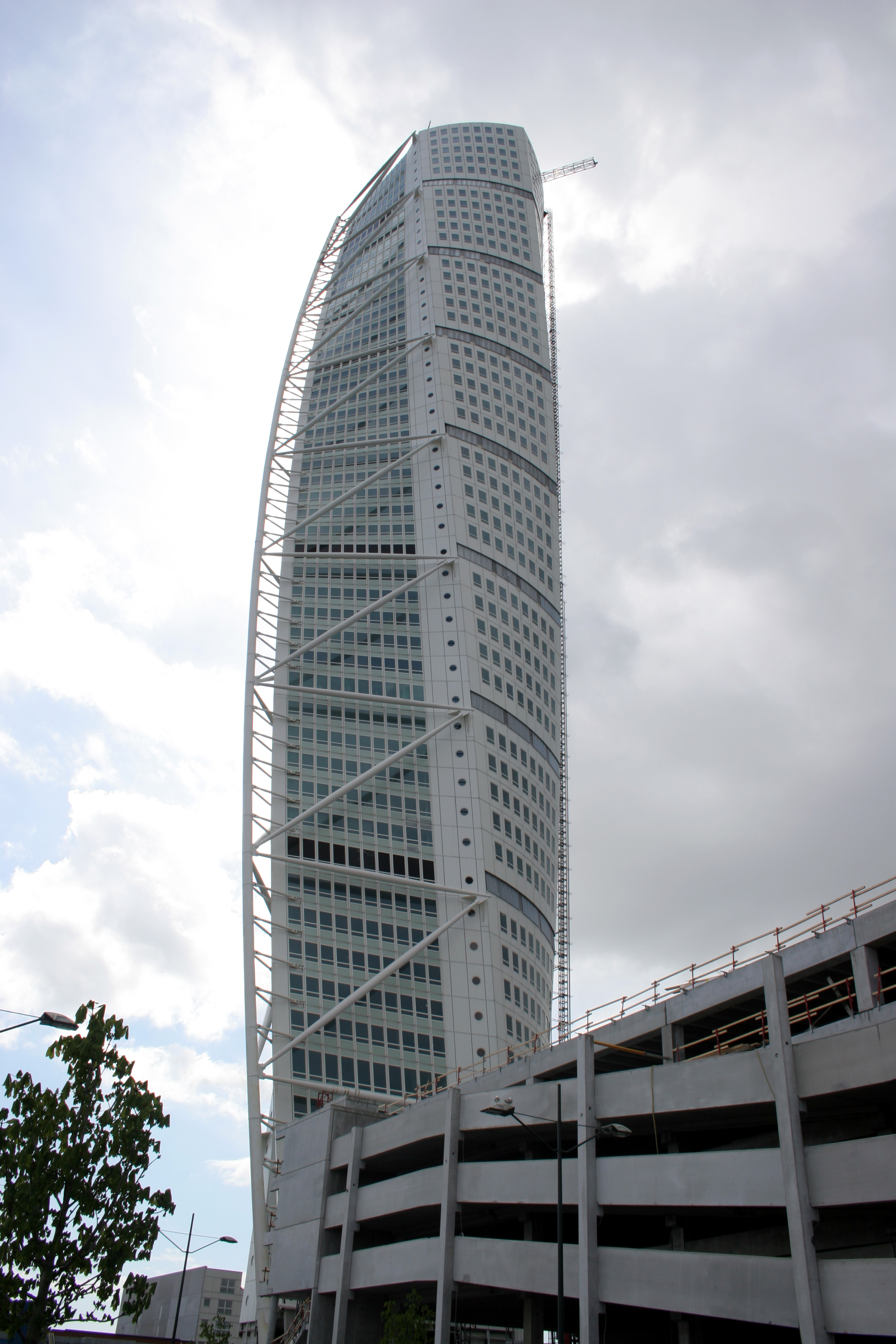
Turning Torso